# Johann Philipp Siebenkees
Johann Philipp Siebenkees (* 4. Oktober 1759 in Nürnberg; † 25. Juni 1796 in Altdorf bei Nürnberg) war ein deutscher Philologe.

## Leben
Johann Philipp Siebenkees (eigentlich Siebenkäs) wurde als Sohn des Organisten Johann Siebenkäs (1714–1781) und dessen zweiter Ehefrau Barbara (geb. Nopitsch; 1723–?) neben einem weiteren Sohn und einer Tochter geboren.
Siebenkees studierte Theologie, Philosophie und Philologie an der Universität Altdorf.
1791 wurde er außerplanmäßiger Professor für Philosophie, 1795 ordentlicher Professor für Sprachen. Zu seinem Lehrgebiet gehörte auch Archäologie.
Siebenkees war ab 1782 als Hauslehrer bei einer deutschen Bankiersfamilie in Venedig tätig, von dort aus reiste er 1788 nach Rom, wo er sich über ein Jahr aufhielt, und nach Neapel. Zu seinen Förderern gehörte der Kardinal Stefano Borgia. Seine Ausgabe des Theophrast, für die er in Italien Material gesammelt hatte, wurde erst aus seinem Nachlass herausgegeben, während der erste Band der Strabo-Ausgabe noch 1796 erscheinen konnte. 1786 veröffentlichte er Nachrichten über die venezianische Handschrift der Ilias.
Siebenkees starb an einem Hirnschlag und wurde „beinahe lächelnd“ tot im Bett aufgefunden.
Johann Philipp Siebenkees war ein Vetter des Juristen und Dichters Johann Christian Siebenkees.

## Schriften (Auswahl)
- Von der Religion der alten Teutschen und Nordischen Völker. Altdorf 1781, Digitalisat
- Beyträge zum teutschen Recht, 1789, Digitalisat
- Expositio tabulae hospitalis ex aere antiquissimae in museo Borgiano Velitris adservatae. Antonius Fulgonius, Rom 1789, (Digitalisat).
- Lebensbeschreibung der Bianca Capello de Medici, Großherzogin von Toskana, aus Urkunden bearbeitet. Gotha 1789 Digitalisat
- Versuch einer Geschichte der venetianischen Staatsinquisition. Johann Adam Stein, Nürnberg 1791, (Digitalisat).
- Ueber den Tempel und die Bildsäule des Jupiters zu Olympia ein antiquarischer Versuch. Johann Adam Stein, Nürnberg 1795, (Digitalisat).[3]
- Materialien zur Nürnbergischen Geschichte, Band 1,Band 2,Band 3 Band 4,Beilagen
- Handbuch der Archaeologie oder Anleitung zur Kenntniss der Kunstwerke des Alterthums und zur Geschichte der Kunst der Alten Völker. 2 Abtheilungen. Steinische Buchhandlung, Nürnberg 1799–1800, (Digitalisat).